# Nia DaCosta
Nia DaCosta, född 8 november 1989 i Brooklyn, New York, är en amerikansk filmregissör och manusförfattare. 
Hon skrev och regisserade kriminalthrillerfilmen Little Woods (2018) för vilken hon vann Nora Ephron-priset vid Tribeca Film Festival. Hon regisserade och skrev skräckfilmen Candyman (2021) vilket blev den bäst säljande filmen i USA under dess premiärhelg. DaCosta blev därmed den första svarta filmskaparen att direkt toppa försäljningslistan. I augusti 2020 fick DaCosta uppdraget att regissera superhjältefilmen The Marvels (2023), och blev därmed den yngsta filmskaparen att regissera en Marvel-film.

## Filmografi i urval
- 2018 – Little Woods
- 2021 – Candyman
- 2023 – The Marvels